# Johannes Godefridus van Herwaarden
Johannes Godefridus van Herwaarden, beter bekend als J.G. van Herwaarden, (Rotterdam, 4 februari 1879 – aldaar, 31 december 1961) was een Nederlands organist.
Hij was zoon van letterzetter Johannes Marinus van Herwaarden en Sara van Tiel. Hijzelf was getrouwd met Johanna Overbeeke en Josephina Elizabeth van Nahuijs. Hij was in het bezit van het eremedaille in het goud verbonden aan de Orde van Oranje-Nassau. Hij werd begraven op Algemene Begraafplaats Crooswijk.
Hij ontving zijn opleiding aan de voorloper van het Rotterdams Conservatorium met lessen van Marinus Hendrik van 't Kruys (piano), Anton Verheij (muziektheorie, harmonieleer en contrapunt) en Ferdinand Blumentritt (muziekgeschiedenis, instrumentatie en vormleer). Hij gaf orgelconcerten in Rotterdam en wijde omgeving met name in Zeeland. Hij was vaste organist van de Rotterdamse Noorderkerk van 1896 tot 1908 en van 1912 tot 1940 van de Zuiderkerk aan de Glashaven (de kerk werd verwoest tijdens het bombardement van Rotterdam). Later werd hij organist van de Waalse Kerk te Rotterdam en was directeur en onderwijzer in piano, orgel en muziektheorie. Als organist van de Zuiderkerk adviseerde hij bij de plaatsing van het kerkorgel in de Mathenesserkerk, dat in 1982 verhuisde naar de Haarlemse Wilhelminakerk. Ook het orgel van de Singelkerk in Dordrecht en Oranjekerk in Rotterdam-Hillegersberg werden onder zijn toezicht gebouwd. Hij was tevens dirigent van het "Operettekoor Irene" in Rotterdam.
Van zijn hand verscheen ook een aantal composities zoals marsen, ouverture, arrangemente voor harmonieorkest, liederen voor mannenkoor, negen operettes waaronder Edelweiss en een andante voor orgel, dat binnen geheel Nederland te horen is geweest. Uit 1919 is zijn Lentezangen, nieuwe melodieën voor het lager onderwijs en kinderzangkoren (samen met Gilles van Hees). Ook "Een honderdtal kleine oefeningen en stukken : in opklimmende moeilijkheid : ten dienste van het harmonium-onderwijs" is van hem.
- Digitale Bibliotheek voor de Nederlandse Letteren: herw019
- International Standard Name Identifier: 0000 0003 9541 9519
- Nederlandse Thesaurus van Auteursnamen: 073629464
- Virtual International Authority File: 290160587
- WorldCat: E39PBJpv4DDmfrYvdBKcTQY773